# KV40
KV40 (Kings' Valley 40) è la sigla che identifica una delle tombe della Valle dei Re in Egitto; titolarietà non nota.
Scoperta e scavata nel 1899 da Victor Loret per conto del Servizio delle Antichità, si presenta in grande stato di degrado anche a causa di inondazioni e incendi verificatisi nel passato che ne hanno pesantemente annerito le pareti. Ancora piena di detriti fino a pochi anni addietro, è stata sottoposta a scavi sistematici solo nel 2011-2015, nell’ambito del The University of Basel King’s Valley Project (trad. Progetto Valle dei Re dell’Università di Basilea) .

## Campagne di scavo del King's Valley Project dell'Università di Basilea

### Anno 2011
Nel 2011 la tomba è stata mappata, rilevata e svuotata dei detriti e dei rifiuti che l’avevano invasa, rinvenendo un antico, grandissimo, nido di vespe a dimostrazione che KV40 in passato è stata a lungo accessibile. Più volte soggetta a inondazioni, la tomba fu teatro anche di violenti incendi che ne annerirono le pareti; al suo interno vennero rinvenuti frammenti ossei di sarcofagi lignei pesantemente danneggiati dall’acqua e dalle termiti, nonché frammenti di vasellame risalente alla XVIII dinastia.

### Anno 2012
Nel 2012  si è proseguito nelle operazioni di scavo che hanno consentito di appurare che la tomba è costituita da un pozzo verticale di circa 6 m, da cui si diparte un corridoio che dà accesso ad una camera, di circa 8 m x 3 m, su cui si aprono due camere laterali.
Mentre le pareti della camera sono molto annerite dal fuoco, verosimilmente appiccato dai ladri che in antico saccheggiarono la tomba, sul pavimento vennero rinvenuti innumerevoli resti umani, anch’essi danneggiati dal fuoco, databili, grazie ad alcuni frammenti di ceramica misti ai detriti ed ai resti umani, alcuni alla XVIII dinastia, altri al Terzo Periodo Intermedio. Alla XVIII sono inoltre  databili alcune giare originariamente contenenti prodotti per imbalsamazione, specie bende di lino e sacchi di natron. Dei resti umani, molti vennero identificati come appartenenti a bambini o adolescenti.

### Anno 2013
La campagna di scavo 2013, ha consentito di appurare che gli incendi furono appiccati, all’interno della tomba, verso la fine del XIX secolo. L’analisi si è tuttavia incentrata specialmente sui numerosi resti umani, nonché su altrettanto numerosi frammenti di legno, bende usate nelle imbalsamazioni dei corpi presenti nella tomba, strisce di lino, cartonnage. Da questi ultimi, ripuliti dal pesante strato di fuliggine, è stato possibile ricostruire quasi un intero coperchio di sarcofago del Terzo Periodo Intermedio, mentre altre centinaia sono state assegnate come parte di sarcofagi infantili.

### Anno 2014
Nell’aprile 2014 il Ministero per le Antichità egiziano ha annunciato la scoperta, di almeno 50 mummie. Sulla scorta di iscrizioni rinvenute su frammenti di vasellame e su resti di sarcofagi, sarebbe stato possibile datare i resti alla XVIII e alla XXII dinastia. Per quanto riguarda i corpi risalenti alla XVIII dinastia, è stato ipotizzato possa essersi trattato di componenti delle famiglie reali dei faraoni Thutmosi IV e Amenhotep III.
Grazie alle iscrizioni in ieratico rilevate dai frammenti di sarcofago, è stato inoltre possibile individuare i nominativi di più di trenta individui otto dei quali recavano la specifica Figlia del Re e quattro il titolo Figlio del Re, il che è confermato, peraltro, dalle ottime ed elaborate tecniche di imbalsamazione impiegate.
Oltre ai resti di alcuni bambini, le iscrizioni in ieratico hanno consentito di individuare, oltre ai principi e alle principesse, un terzo nucleo di individui costituito da donne di provenienza straniera, come indicato dallo specifico determinativo che precede i nomi, verosimilmente identificabili con le numerose dame che accompagnavano alla Corte egizia le spose reali derivanti da accordi diplomatici.
L’analisi dei resti di sarcofago ha consentito di individuarne almeno undici tipi differenti.

### Anno 2015
L’analisi dei materiali e dei corpi rinvenuti nella KV40 è stata approfondita ulteriormente nel 2015  con la catalogazione di oltre mille frammenti di sarcofagi in legno, il consolidamento e il restauro dei tessuti e dei frammenti in cartonnage. La ricostruzione del vasellame in terracotta ha consentito di datarlo per la maggior parte alla metà delle XVIII dinastia. Trenta grandi giare, verosimilmente contenenti liquidi e materiali per imbalsamazione, sono ugualmente state ricostruite, ma il numero potrebbe raggiungere le oltre settanta, a giudicare dagli orli rinvenuti, con diametro variabile tra i 26 e i 32 cm. Tra queste almeno una giara di provenienza cananea.
Il numero dei corpi sepolti in KV40 è stato elevato ad oltre 60 e ne sono stati identificati i nominativi di almeno trentacinque, in maggioranza donne, quasi tutti viventi durante il regno di Amenhotep III.

### Annotazioni
1. ↑  Le tombe vennero classificate nel 1827, dalla numero 1 alla 22, da John Gardner Wilkinson in ordine geografico. Dalla numero 23 la numerazione segue l’ordine di scoperta.
2. ↑  Il progetto vede la collaborazione, oltre l’Università di Basilea, dell’Università Americana del Cairo –Dipartimento Egittologia- e dell’Università di Zurigo –Centro di medicina evolutiva: progetto mummie egizie-; prevede lo studio e l’analisi di varie tombe della Valle dei re: KV26, KV29, KV30,  KV31,  KV32,  KV33,  KV37,  KV40,  KV59,  KV61 e la recentissima KV64.

### Fonti
1. ↑   Copia archiviata, su aegyptologie.unibas.ch. URL consultato il 7 febbraio 2017 (archiviato dall'url originale il 21 dicembre 2016).
2. ↑   Copia archiviata, su aegyptologie.unibas.ch. URL consultato il 3 febbraio 2017 (archiviato dall'url originale il 14 gennaio 2017).
3. ↑   Copia archiviata, su aegyptologie.unibas.ch. URL consultato il 7 febbraio 2017 (archiviato dall'url originale il 28 dicembre 2016).
4. ↑   Egyptologists identify tomb of royal children, su heritagedaily.com, HeritageDaily, 28 aprile 2014. URL consultato il 7 febbraio 2017.
5. ↑   Copia archiviata, su aegyptologie.unibas.ch. URL consultato il 7 febbraio 2017 (archiviato dall'url originale il 4 febbraio 2017).
6. ↑   Copia archiviata, su aegyptologie.unibas.ch. URL consultato il 7 febbraio 2017 (archiviato dall'url originale il 7 febbraio 2017).